# با یانچوآن
با یانچوآن (انگلیسی: Ba Yanchuan؛ زادهٔ ۱۰ مهٔ ۱۹۷۲) ورزشکار اهل چین است. او در بازی‌های المپیک تابستانی ۱۹۹۶ در وزن ۱۰۰ کیلوگرم به رقابت پرداخته است.